# Pietà ze Szreńska
Pietà ze Szreńska drewniana rzeźba gotycka na wyposażeniu kościoła w Szreńsku. 

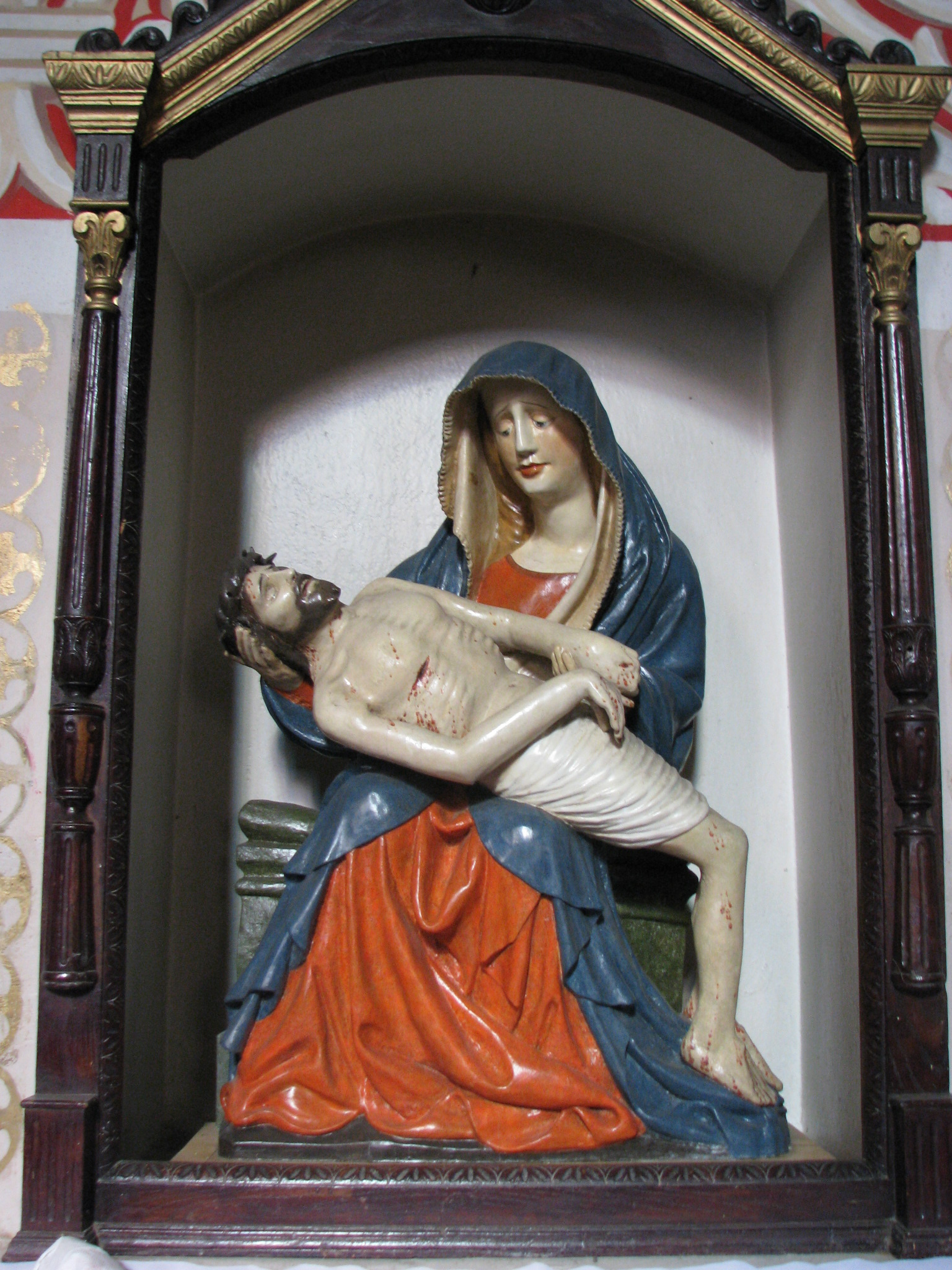
Pietà ze Szreńska

Wykonana z drewna lipowego pokryta polichromią na bazie farb temperowych (smalty, zieleni malachitowej i minii) na kredowo-klejowej zaprawie. Pietà ze Szreńska jest rzeźbą typowo przyścienną do eksponowania frontalnego, starannie opracowana i wykonana z trzech stron. Zaliczana do przedstawień z grupy piet lirycznych, mających widza wzruszyć a nie przerazić, reprezentuje styl tzw. miękki. Jest reprezentatywnym dziełem dla średniowiecznej, mazowieckiej sztuki sakralnej.

## Opis
Przedstawia Madonnę siedzącą na zielonej skrzyni z miękkim wałkiem na siedzisku, trzymającą na kolanach ciało Chrystusa. Główne założenie kompozycyjne stanowi pionowa linia Marii i krzyżująca się z nią ukośna leżącego na kolanach Chrystusa. Maria prawą ręką podtrzymuje głowę w lewej dłoni trzyma rękę Chrystusa. Sylweta Marii jest nieznacznie pochylona w lewo w kierunku głowy Chrystusa. Jej twarz w zgodzie z zasadą kanonu lirycznego jest łagodnie wymodelowana. Regularne rysy,  pociągła twarz z wyraźnie uwypuklonymi policzkami. Brwi ściągnięte uniesione w łagodnym wyrazie cierpienia i zadumy, szerokie czoło, na policzku pod okiem widać spływającą łzę. Maria ubrana jest w czerwoną suknię, po której od głowy do samego dołu fałdami delikatnie spływa maforium. Ciało Jezusa o proporcjach wyraźnie zmniejszonych, szczupłe i subtelne ciężarem przez biodra opiera się na lewym kolanie Marii. Na głowie korona cierniowa, twarz podłużna, oczy duże, zamknięte snem śmierci (otwarte, wywrócone białka), broda bezwładnie opuszczona przez to w niemym udręczeniu rozchylone usta, odsłonięte górne uzębienie. Tors powyżej pasa zwrócony teatralnie ku widzowi, klatka piersiowa znacznie wypięta,  widoczne wyraźne żebra i wyraźnie ślady męki. Ręce zebrane w pasie, jedna z dłoni spoczywa w dłoni Marii druga dłoń konwulsyjnie podwinięta. Ciało Chrystusa od pasa prawie do kolan owinięta pofałdowanym białym perizonium. Nogi smukłe, bezwładnie opuszczone ledwie się opierają czubkami stóp na maforium Marii.  

## Historia
Dokładny czas powstania piety i autor lub warsztat nie jest znany. Data wykonania w latach 1430 - 1440 została ustalona przez Tadeusza Dobrzenieckiego, według niego pod względem formalnym i stylistycznym jest ona wiernym naśladownictwem Piety z Drobina. Widoczne w formie i stylistyce wpływy burgundzkie współistnieją z wyraźnymi pierwiastkami prowincjonalnymi, co pozwala snuć domniemanie, że wyszła z rąk miejscowego pomocnika lub ucznia burgundzkiego mistrza związanego z biskupstwem płockim gdzie wcześniej posługę biskupią sprawował Aleksander z Malonne i skąd zaczęły na Mazowsze promieniować wpływy francuskie w sztuce. 
Nie jest znane pierwotne przeznaczenie rzeźby, trudno jest ustalić czy był nim kościół parafialny w Szreńsku. Akta wizytacji  generalnej diecezji płockiej mającej miejsce w latach 1775 – 1776 nie wspominają o piecie  w kościele szreńskim ani razu. W ślad za znanym faktem częstego przenoszenia cennych obiektów z Płocka na prowincję można wskazać na Płock, ówczesną stolicę Mazowsza, jako miejsce proweniencji piety ze Szreńska.
Pietà od niepamiętnych czasów jest eksponowana we wnętrzu wykutej w północnej ścianie kościoła szreńskiego niszy, ma to negatywny wpływ na cyrkulację powietrza wokół niej co w połączeniu z warunkami klimatycznymi i niefachowymi zabiegami pielęgnacyjnymi przyczyniło się do tego, że na przestrzeni wieków była nieraz na skraju destrukcji. Rzeźba prawie całkowicie utraciła oryginalną polichromię i nosi stwierdzone przez specjalistów ślady ataku drewnojadów  mające miejsce prawdopodobnie  w dawnych wiekach. Pierwsze profesjonalne zabiegi konserwatorskie mające powstrzymać destrukcję podjęto w 1962 roku jednak ze względu na skalę problemu i brak środków, zabiegi ograniczono do minimum. Gruntowne i kompleksowe prace konserwatorskie przeprowadził w 1983 mgr Zenon Lizun. Ostatnie zabiegi konserwatorskie przywracające rzeźbie dawną świetność przeprowadził Damian Lizun w 2002 roku.